# ماتياس شوبر
ماتياس شوبر (بالألمانية: Mathias Schober)‏ (مواليد 8 أبريل 1976 في مارل - ألمانيا الغربية) لاعب كرة قدم ألماني يلعب حاليا لصالح نادي الدرجة الأولى شالكه الألماني منذ 2007 في مركز حارس مرمى.